# Непотиан (magister militiae)
Непотиан (умро 465. године) је био генерал Западног римског царства .

## Живот
Непотиан се оженио сестром Марцелина, полунезависног владара Далмације; Јулије Непот, последњи западноримски цар, могао је бити њихов син и у неком тренутку је наследио Непотијана као владара Далмације.
Године 458. је дошао ет магистер утриускуе милитиае и заједно са Егидијем командовао је војском западног цара Мајоријана . Исте године цар Мајоријан је започео војну кампању за поновно освајање Галије; војска, појачана неким варварским плаћеницима, избацила је Визиготе краља Теодорика II из Арелата и приморала их да се врате у своје стање федералаца . Уз помоћ својих нових федералаца, цар Мајоријан је ушао у долину Роне, освајајући њено становништво „неке оружјем, а неке дипломатијом“.  Победио је Бургунде и опседао и освојио град Лугдунум : побуњенички град је био тешко кажњен, док су Багауде били приморани да се придруже Царству. 
Године 459. неки Непотијанови и готски комите Сунијерик стигли су у Галецију да објаве победу цара Мајоријана и уговор између Римљана и Визигота.
У мају 460. године, Непотијан и Сунијерик су предводили неке трупе у заједничком нападу са краљем Теодорихом II на Свебе : Непотијан се преселио у Галецију и напао Свебску војску, поразивши је код Лука Августија .
Почетком 460-их Непотиан је свргнут по налогу краља Теодорика II, можда зато што се супротставио моћном магистер милитум Рицимеру, а заменио га је Арборије. Преминуо је 465. године.